# Bofuria maculata
Bofuria maculata är en stekelart som beskrevs av Karl-Johan Hedqvist 1978. Bofuria maculata ingår i släktet Bofuria och familjen puppglanssteklar.
Artens utbredningsområde är Colombia. Inga underarter finns listade.